# گرد دینخواه
گرد دینخواه مربوط به اوایل هزاره دوم قبل از میلاد است و در حومه نقده واقع شده و این اثر در تاریخ ۱ آذر ۱۳۴۴ با شمارهٔ ثبت ۴۷۵ به‌عنوان یکی از آثار ملی ایران به ثبت رسیده است.